# خورشیدگرفتگی ۴ نوامبر ۲۰۹۷
خورشیدگرفتگی ۴ نوامبر ۲۰۹۷ (به انگلیسی: Solar eclipse of November 4, 2097) یک خورشیدگرفتگی از نوع خورشیدگرفتگی حلقه‌ای است. این خورشیدگرفتگی در تاریخ ۴ نوامبر ۲۰۹۷ میلادی (‎۱۴ آبان ۱۴۷۶ خورشیدی) روی خواهد داد که زمان اوج آن، ساعت ۲:۰۱:۲۵ به‌وقت ساعت هماهنگ جهانی است. مدت زمان و طول این خورشیدگرفتگی ۳ دقیقه و ۳۶ ثانیه خواهد بود.